# Le Stigmate
Le Stigmate és una pel·lícula muda francesa dirigida per Louis Feuillade i Maurice Champreux el 5 de març de 1925.Es conserva una còpia als arxius de la Cinémathèque Française.

## Sinopsi
Un condemnat fugit intenta reconstruir una vida honesta encara que un inspector de policia li segueix el rastre i mai perdi de vista l'objectiu de capturar-lo. En qualsevol cas, l'home aconseguirà el seu objectiu, fins i tot arribar a ser extremadament ric. Usarà els seus diners per ajudar els nens pobres que són separats per la força dels seus pares.

## Estructura
La pel·lícula consta de sis parts:
1. Le Mort vivant
2. Les deux mères
3. L'évasion
4. Nocturnes
5. La mère prodigue
6. La main

## Repartiment
- Jean Murat : Lewis Johnson
- Nina Orlova : Irène
- Francine Mussey : Manon
- Joë Hamman : l'inspector Coursan
- Bouboule : Geneviève
- Jean-Pierre Stock : Nordier
- Henri-Amédée Charpentier : La Comble
- Selric Romero : Gidard
- Julio de Romero : Mahmoud Khan
- Germaine Chambert : Mme Delestang
- Georgette Lhéry : Liliane
- Jeannine Blanleuil : la petite Gaby
- Henriette Clairval-Térof

## Comentaris
| « | Un crític obscur va escriure, no sense precisió, que, segons les paraules de Goethe, només havia consentit a morir després d'haver acabat l'obra en curs. | » |